# Lobau
 (septembre 2022).
Pour les articles homonymes, voir Lobau (homonymie).
Ne doit pas être confondu avec Löbau.
La Lobau est une zone marécageuse du Danube de 2 300 hectares, soit 23 km2, située pour sa rive nord à Vienne et pour l'autre partie à Großenzersdorf, Basse-Autriche. Depuis 1996, l´espace fait partie  du parc national Donau-Auen. Une "Au" est un marécage formé par les plus récents dépôts de gravats du Danube. Les reliefs sont créés par d´anciens bras du fleuve. Étymologiquement son nom signifie « bois dans l'eau ». La Lobau est entretenue aujourd´hui par la MA 49, administration des forêts et de l´agriculture.
En 1977, la Lobau a été reconnue sur 1 037 ha réserve de biosphère par l'Unesco.

## Les batailles napoléoniennes

Napoléon sur l'île sur la Lobau, Charles Meynier, Musée des châteaux de Versailles.

Elle a été le théâtre de la bataille Aspern-Essling en 1809, du premier affrontement entre Napoléon et l'armée de l'empire d'Autriche dirigée par l'archiduc Charles, deux mois plus tard elle était de nouveau le champ de bataille de Wagram dont Napoléon est sorti victorieux.
Le 31 mai 1835, le prince Frédéric de Schwarzenberg, dont le frère aîné, Karl Philipp de Schwarzenberg, avait été l'adversaire de Napoléon, a fait visiter à Balzac le champ de bataille de Wagram lors de son séjour à Vienne. L'auteur avait besoin d'explorer ces lieux car il avait besoin de détails pour les Scènes de la vie militaire qu'il était en train d'écrire.

## La Donauinsel
Donauinsel (une île viennoise sur le Danube) construite vers la fin des années 1970 et qui accueille chaque année 2,5 millions de jeunes pour la plus grande fête de ce type ne fait pas partie de la Lobau contrairement à ce que pensent la plupart des gens, mais est à sa frontière. La Lobau est connue aussi comme un site de naturisme.

## Flore et faune

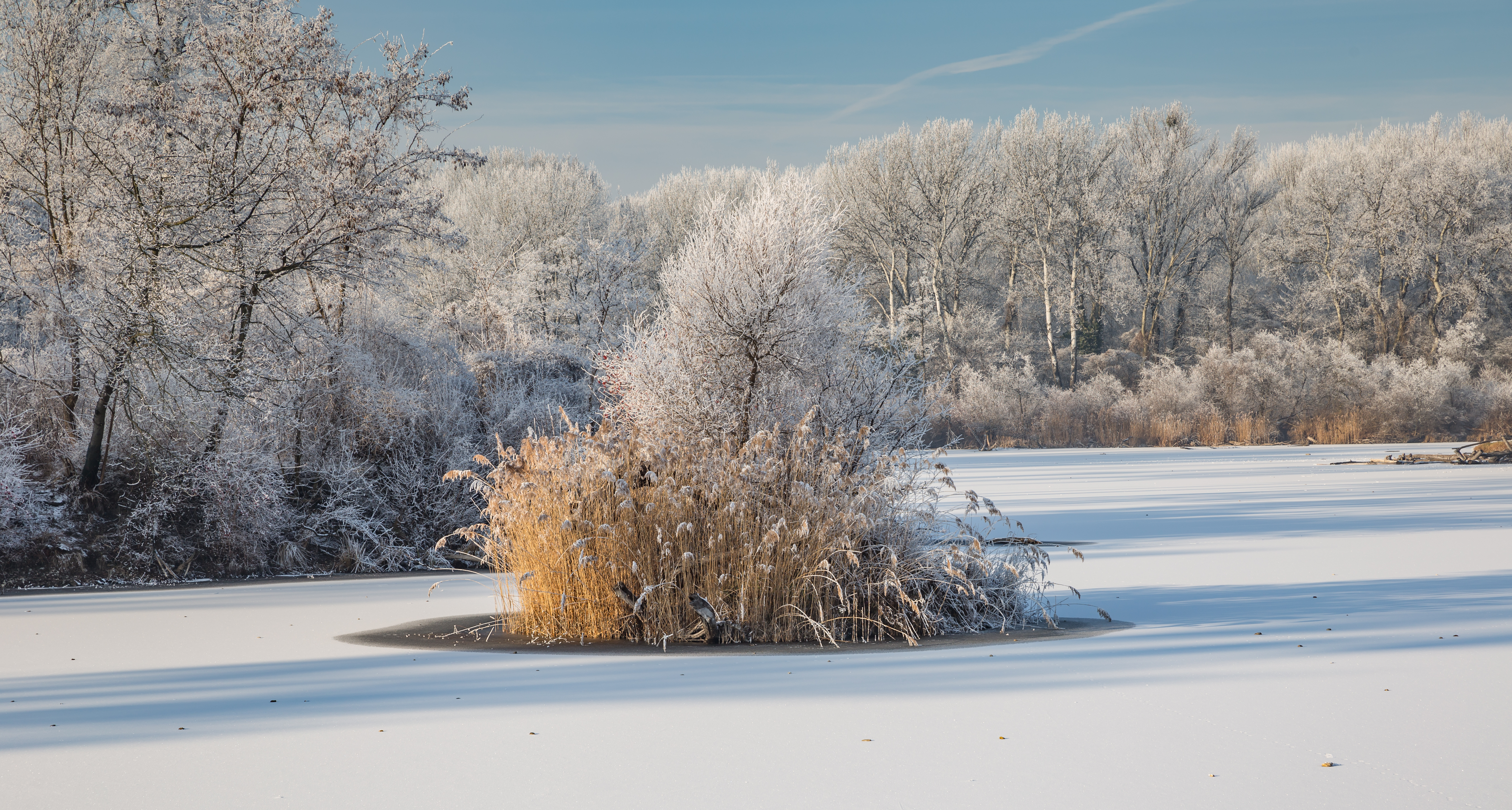
Dechantlacke en hiver.

La Lobau est peuplée d'une flore et d'une faune d'exception, mais en voie d'extinction. C'est pourquoi elle est depuis 1978 une zone protégée et depuis le 26 octobre 1996 a intégré le parc national de Donau Auen, faisant partie du réseau de parcs naturels "Natura 2000"
Plusieurs milieux existent.

### Bras-mort (Donauarm/ Lobauarm)[1]

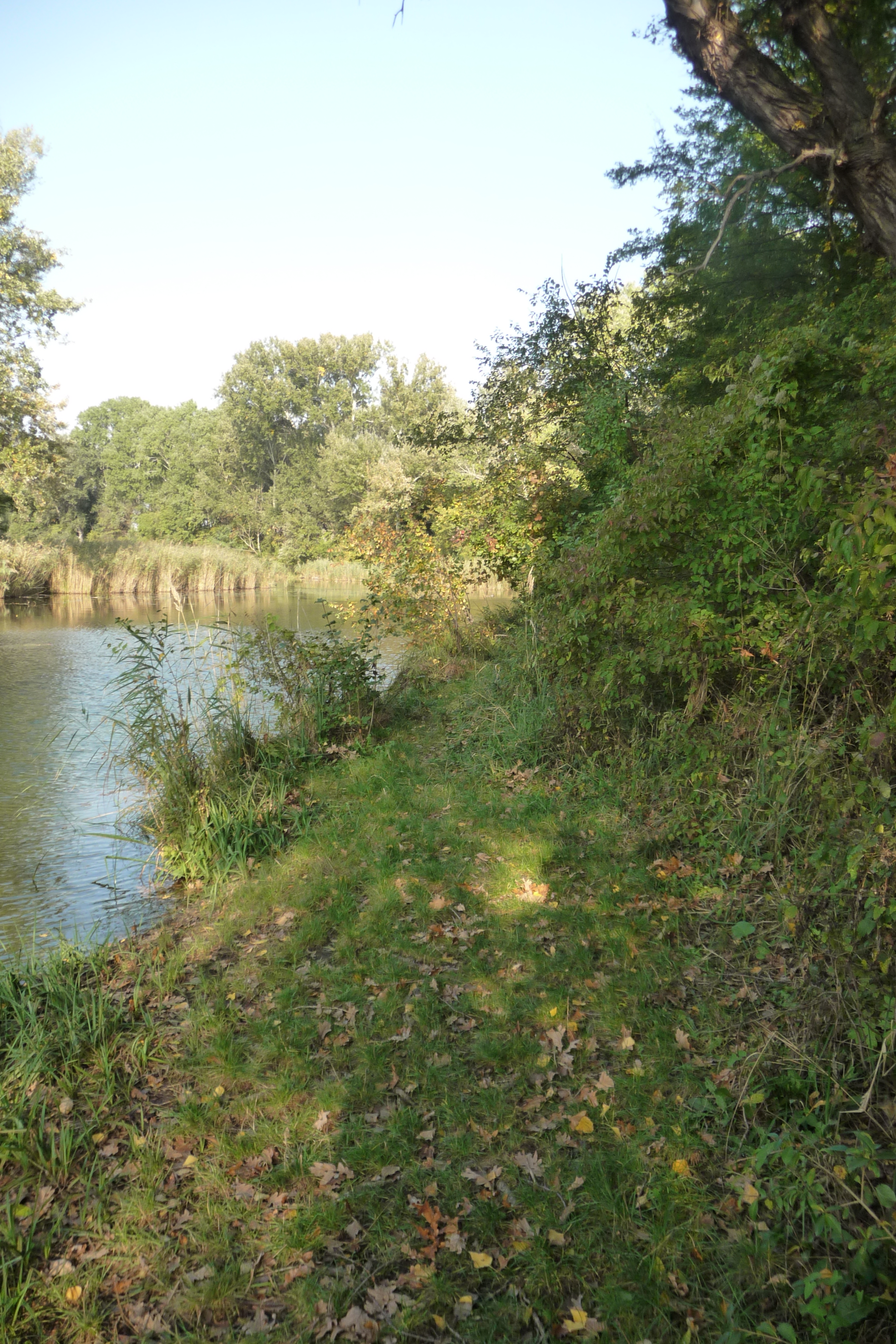
Le rivage est constitué d´une bande d´herbes et puis de la forêt.

Un bras-mort est une ancienne tresse qui a été isolée d´un fleuve (ici le Danube). À Vienne aussi appelés "Mühlwasser", les bras morts sont des "stations balnéaires" populaires.

Dans ce cas, l´eau y est claire et immobile, parfois recouverte de roseaux. Beaucoup d´oiseaux, comme le Rémiz penduline ou la Rousserolle turdoïde trouvent refuge et nourriture dans les denses épis des roseaux. Ils bougent en grimpant entre les tiges verticales, où ils construisent leurs nids.

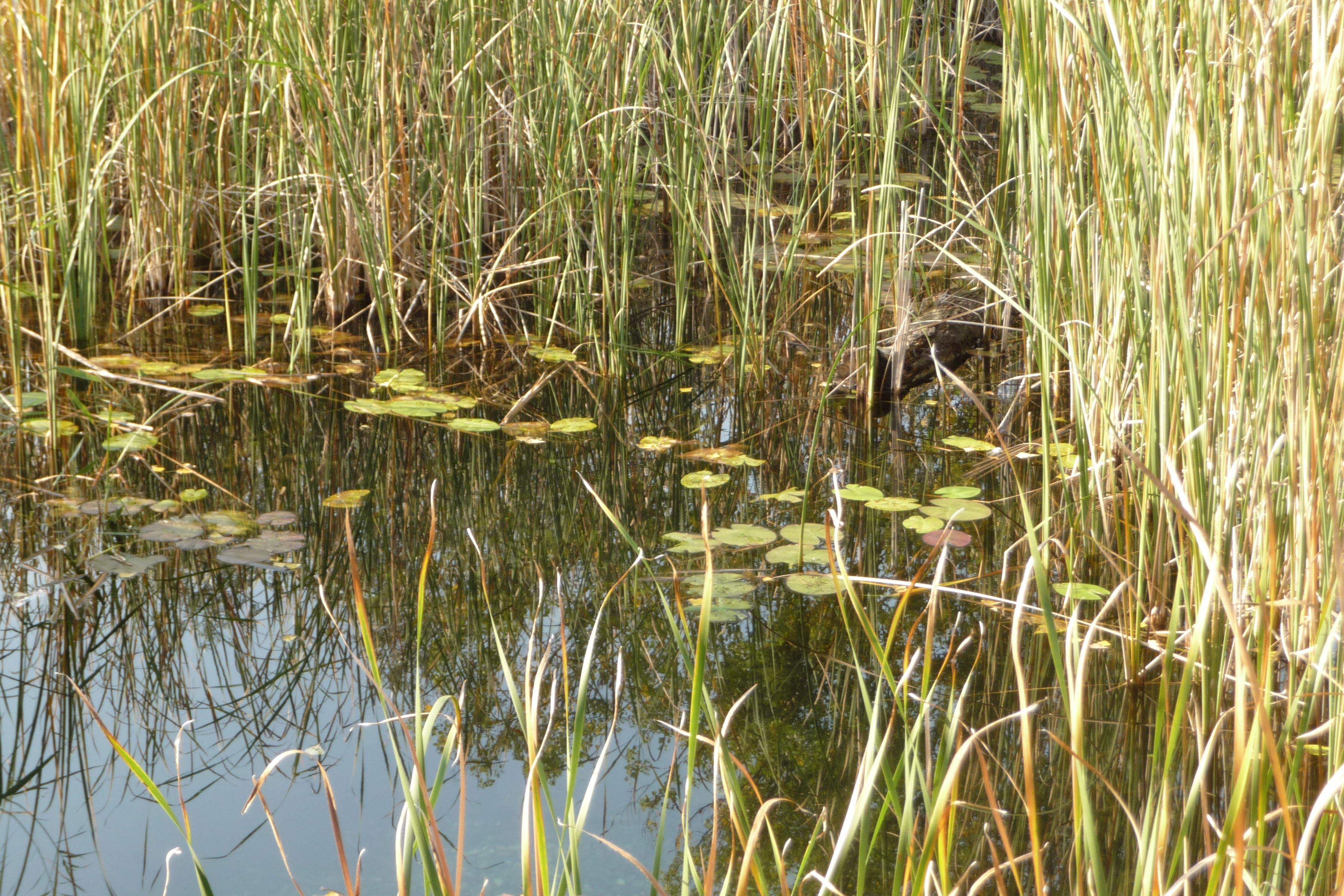
Bras mort : roseaux et nénuphars

Le Nénuphar jaune (ou Aillout d'eau) développe au printemps ses feuilles sous-marines, puis ses grandes feuilles en forme de cœur, dont le limbe flotte à la surface. À partir de mai, des fleurs jaunes au bout de longues tiges sont visibles. Durant l´hiver ce nénuphar retient son énergie dans ses rhizomes dans le sédiment.
La Cistude d'Europe (ou Tortue des marais) que l´on observe de moins en moins se fait déranger par une nouvelle espèce, la tortue de Floride, importée en Europe en tant qu´animal de compagnie.
Le castor, espèce disparue d´Autriche depuis 1863, est à nouveau visible grâce au programme de réinstauration entre 1976 et 1985. Des canards comme des baigneurs sont aussi à observer.
L´eau est peuplée d´algues et de poissons tels que la carpe ou la perche commune.

### Roselière
Le Josefsteg est un pont qui se situe au milieu de la Lobau. Il y a 150 ans de cela, la zone où se trouve le Josefsteg était le lit du Danube. Cette passerelle est constituée de bois et longue d'environ 100 mètres, on y voit bien l'impact de l'homme sur ce parc naturel. On retrouve dans cette zone une grande biodiversité en faune et flore : la passerelle est entourée de roselière (Schilfröhricht) qui couvre une grande partie du terrain.
Le "roseau commun", "roseau à balais" ou encore "sagne" (Phragmites Australis), est une espèce cosmopolite de plante vivace de la famille des "Poaceae", sous-famille des "Arundinoideae". Ces roseaux étaient très utilisés autrefois en Camargue pour couvrir les chaumières.
Des libellules ainsi qu'un oiseau rare (le héron installé dans cette région de la Lobau) résident ici. La roselière est un espace vital pour des insectes, des amphibiens, des poissons et des oiseaux. Elle permet à la biodiversité régionale de s´étaler et de se développer. En été, on y trouve une plante carnivore Utricularia australis aussi appelé Grande utriculaire, appartenant au genre Utricularia, à la famille des Lentibulariaceae.

### Le coteau sec
Le coteau sec se situe dans la haute Lobau à Vienne. C'est une partie essentielle de ce parc, reconnue comme un espace naturel et une zone de repos. Comme tous les coteaux secs de l'Europe centrale, celui-ci contient de nombreuses espèces d'insectes rares et donc aussi d'animaux en voie de disparition; c'est un réservoir de biodiversité.
Les coteaux secs sont constitués d'un sous-sol sableux et pierreux. Ces derniers existent grâce à la baisse de la surface de la nappe phréatique.

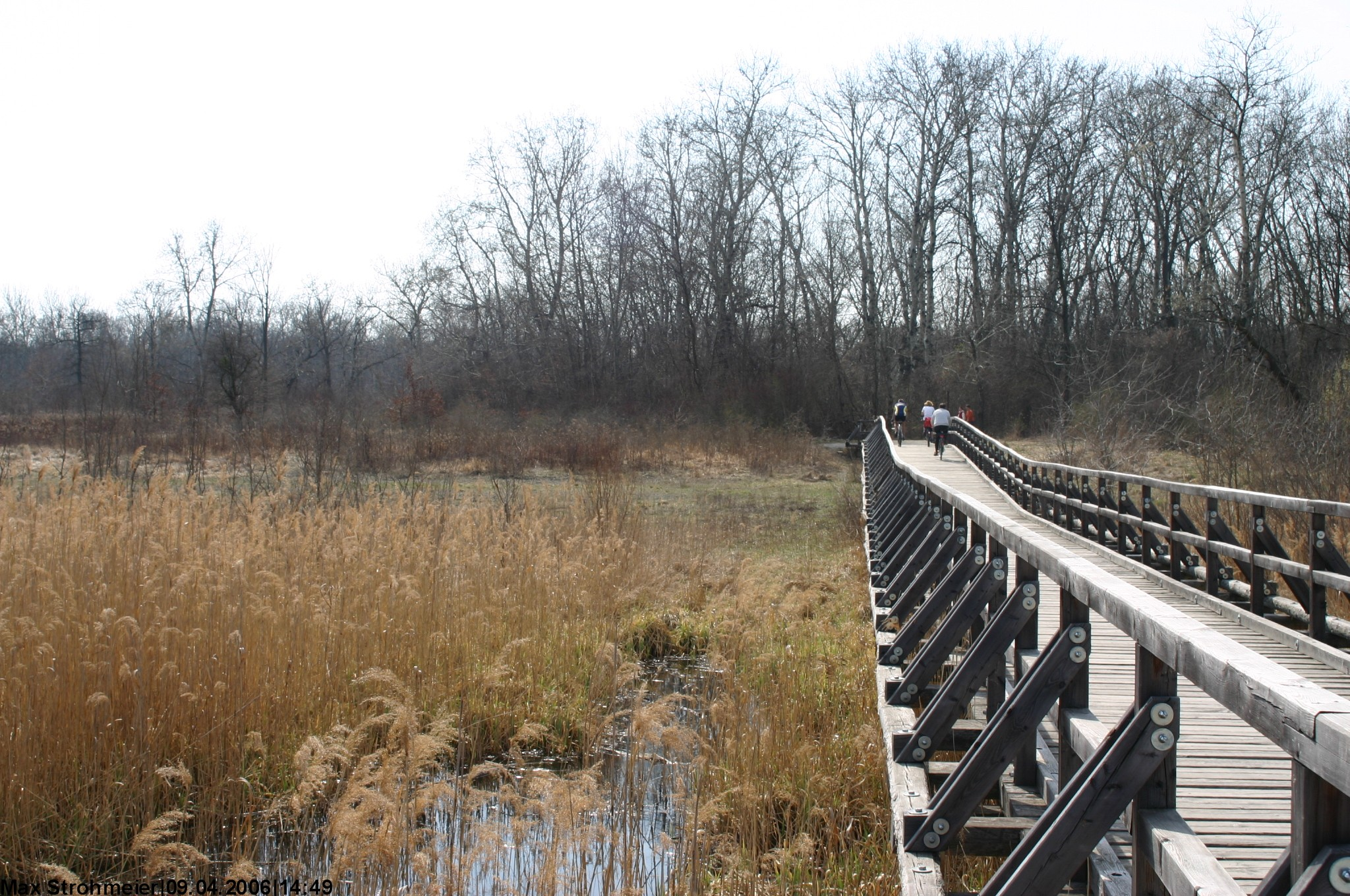
Le Josefsteg est un ponton traversant la roselière.

Au cours des dernières années, la surface de la nappe phréatique est remontée à cause de la régularisation du Danube. Cela a permis à la végétation de se développer et se densifier.

### Zone marécageuse
La zone marécageuse se situe à l´orée des coteaux secs.
Cette zone est un endroit boueux, peu éclairé, humide et souvent inondé à cause du fleuve qui se trouve à côté.
La flore est  donc principalement constituée d'espèces ayant besoin d'une zone humide. On trouve dans la zone marécageuse beaucoup de mousse végétale, mais on n'y  trouve aussi des Peupliers, des Chênes pédonculés ou encore, des herbes Miscanthus de type Hepaticophyta, Anthocerotophyta ou encore des Bryophytes.
Il y a aussi une faune diversifiée où l'on peut trouver, par exemple, des merles, des canards près du fleuve ou encore des castors.
La Lobau a un port pétrolier fournissant une partie des besoins en énergie de Vienne.
Une partie de la Lobau sert de champ d'exercice pour l'armée autrichienne.
Sa source souterraine est utilisée pendant les heures de pointe (surtout en été) pour approvisionner en eau potable la ville de Vienne en complément de l'eau venue des Alpes par le Wiener Hochquellenwasserleitung.

## Accessibilité

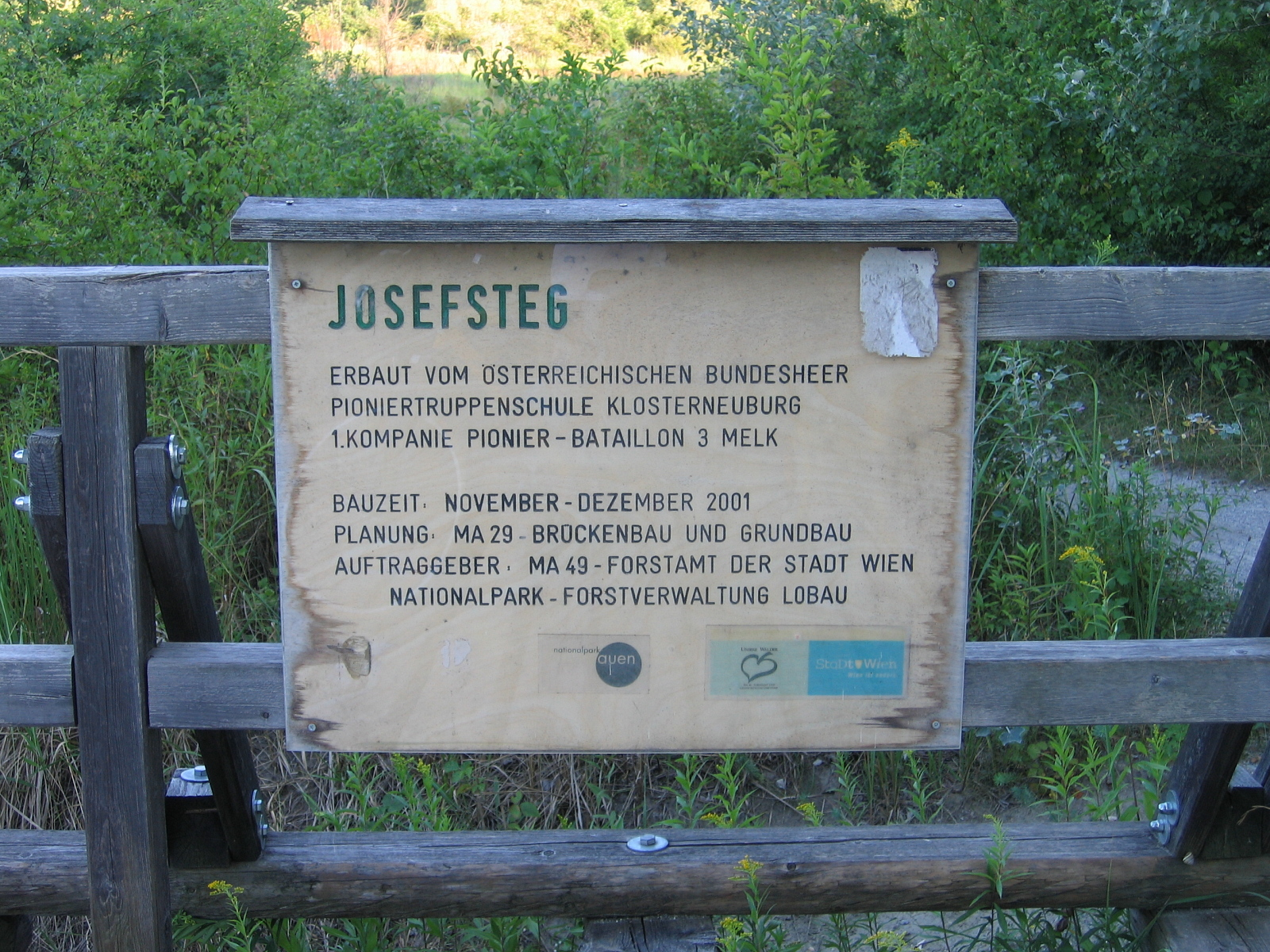
Construction du Josephsteg.

### Coordonnées géographiques
48° 12′ 17″ N, 16° 29′ 23″ E

### L'entrée
L'accès est gratuit dans le cadre de la formation de l'éducation Viennoise pour l'environnement (sans guide). Si vous souhaitez avoir un guide, veuillez vous informer sur le site des parcs nationaux Donauauen.
L´aire est actuellement entretenue par la MA 49, les eaux et forêts viennoises.

### Horaires et ouverture 2015-2016
Mercredi 2 décembre au dimanche 6 décembre, 2015, de 9 heures à 16 heures .
Mercredi 6 janvier au dimanche 10 janvier 2016, de 9 heures à 16 heures.
Mercredi, 3 février au dimanche 7 février 2016 (Vacances semestrielles), de 9 heures à 16 heures.
En 2016, le parc est ouvert du 2 mars au 30 octobre, du mercredi au dimanche de 10 heures à 18 heures.

### En transport en commun
Cliquez pour accéder au site internet des WIENER LINIEN.
- Entrée Saltenstraße :

Ligne autobus 93A depuis la station du métro U1 "Kagran" ou du métro U2 "Aspernstraße" jusqu'à la station "Lobaugasse", puis 10 minutes de marche (suivre les plans accrochés dans les stations).
- Entrée Dechantweg

Ligne autobus 93A depuis la station du métro U1 "Kagran" ou du métro U2 "Donaustadtbrücke" jusqu'à la station "Naufahrtbrücke", puis 10 minutes de marche (suivre les plans accrochés dans les stations).
Ou : Ligne autobus 92B depuis la station du métro U2 "Donaustadtbrücke" jusqu'à la station "Raffineriestraße/Biberhaufen", puis 2 minutes de marche (suivre les plans accrochés dans les stations)

### En voiture
Carte des routes

## Personnalités
- Georges Mouton, comte de Lobau, maréchal de France.
- André Masséna.
- Karl Philipp de Schwarzenberg, feld-maréchal chargé du commandement de l’armée autrichienne.
- Jean Lannes, maréchal d'empire, y est mort.

## Sources
- (en) Cet article est partiellement ou en totalité issu de l’article de Wikipédia en anglais intitulé « Lobau » (voir la liste des auteurs).